# Virginie Ledoyen
Virginie Ledoyen (született: Virginie Vanessa Fernandez) (Aubervilliers[forrás?], Párizs, 1976. november 15. –) francia színésznő.

## Élete
Virginie Fernandezként született Aubervilliers-ben, Párizsban, Olga restaurátor és Bernard Fernandez tisztítószer kereskedő lányaként. Apai nagyapja spanyol volt. Már kétéves korában modellkedett. Miután színpadra lépett felvette a Ledoyen művésznevet, amely anyai nagyanyja leánykori neve, aki szintén színésznő volt.
Az első jelentős szerepét a La Fille Seule filmben (1995) játszotta, amelyért César-díjra jelölték a legígéretesebb fiatal színésznő kategóriában. Korábban további két César-díj jelölést kapott, a Les marmottes (1993) és a L'eau froide (1994) című filmekben nyújtott alakításáért.
Franciaországon kívüli legismertebb filmje A part (2000), Leonardo DiCaprióval. Ugyanebben az évben szerződést írt alá a L’Oréal kozmetikai céggel, melynek reklámarca lett Laetitia Castával és Noémie Lenoir-val. 2000-ben a 12. lett a Maxim magazin a világ 100 legszexisebb nője listán.
2001. szeptember 29-én Louis Soubrier produkciós tervezőtől világra hozta első gyermekét, a lányt Lilas-nak nevezték el. 2007. szeptember 20-án hozzáment Iain Rogers filmrendezőhöz, de ezen házasság nem tartott sokáig. 2007 és 2015 között kapcsolatban állt Arie Elmaleh színésszel, akinek a bátyja a The Valet című filmben a színésztársa volt. Ledoyennek és Elmalehnek van egy fia, Isaac, aki 2010 júliusában született, és egy lánya, Amalia, aki 2014 áprilisában született. 2013-ban Ledoyen zsűritag lett a 70. Velencei Nemzetközi Filmfesztiválon.

## Filmjei
| Év   | Cím                                | Eredeti cím                    | Szerep     |
| ---- | ---------------------------------- | ------------------------------ | ---------- |
| 2008 | Barátaim, szerelmeim               | Mes amis, mes amours           | Audrey     |
| 2008 | Lúzert fogtam, nem ereszt          | L' Emmerdeur                   | Louise     |
| 2007 | Csak egy csók                      | Un baiser s'il vous plaît      | Judith     |
| 2006 | Holly                              | Holly                          | Marie      |
| 2006 | Topmodell a barátnőm               | La doublure                    | Émilie     |
| 2006 |                                    | Bosque de sombras              | Lucy       |
| 2005 |                                    | Saint-Germain-des-Prés         | szereplő   |
| 2004 | Saint Ange                         | Saint Ange                     | Anna Jurin |
| 2003 | Bon voyage                         | Bon voyage                     | Camille    |
| 2002 | 8 nő                               | 8 femmes                       | Suzon      |
| 2001 | Közönséges szerelem                | De l'amour                     | Maria      |
| 2000 | A part                             | The Beach                      | Françoise  |
| 2000 | Nyomorultak                        | Les Misérables                 | Cosette    |
| 1998 | Augusztus elején, szeptember végén | Fin août, début septembre      | Anne       |
| 1998 | Jeanne és a tökéletes férfi        | Jeanne et le garçon formidable | Jeanne     |
| 1998 | Telitalálat a szívbe               | En plein cœur                  | Cécile     |
| 1995 | A szertartás                       | La cérémonie                   | Melinda    |
| 1995 | Magányos lány                      | La Fille seule                 | Valérie    |
| 1995 | Marianne élete                     | La Vie de Marianne             | Marianne   |
| 1994 | Üres lap                           | La sept                        |            |

## Díjak, jelölések
- Les marmottes (1993)
  - César-díj jelölés
- L'eau froide (1994)
  - César-díj jelölés
- La Fille Seule (1995)
  - César-díj jelölés – Legígéretesebb fiatal színésznő
- 8 nő (2002)
  - Európai Filmakadémia (2002) - Az év európai női színésze
  - Berlini Nemzetközi Filmfesztivál (2002) - Kiemelkedő Művészi Teljesítmény díja

## Fordítás
- Ez a szócikk részben vagy egészben  a   Virginie Ledoyen című angol Wikipédia-szócikk fordításán alapul.  Az eredeti cikk szerkesztőit annak laptörténete sorolja fel. Ez a jelzés csupán a megfogalmazás eredetét és a szerzői jogokat jelzi, nem szolgál a cikkben szereplő információk forrásmegjelöléseként.

## További információ
- Hivatalos oldal
- Virginie Ledoyen a PORT.hu-n (magyarul)
- Virginie Ledoyen az Internetes Szinkronadatbázisban (magyarul)
- Virginie Ledoyen az Internet Movie Database-ben (angolul)
- Virginie Ledoyen a Rotten Tomatoeson (angolul)
- Virginie Ledoyen az AlloCiné weboldalán (franciául)
- Virginie Ledoyen Profile. Famousfix.com. (Hozzáférés: 2023. február 1.)